# Mahō Sensei Negima!
Mahō Sensei Negima! (魔法 先生 ネギま! Ma pháp tiên sinh Negima ! ), còn được biết tới với cái tên tiếng Anh Negima!: Magister Negi Magi hay Magical Teacher Negima!, là một loạt truyện manga và phim anime do mangaka Akamatsu Ken (nổi tiếng với manga Rabu Hina) sáng tác. Giống như các tác phẩm khác của Akamatsu Ken, Mahō Sensei Negima! chứa đựng khá nhiều yếu tố "fan service", trong đó đặc biệt là các yếu tố mang tính chất ecchi. Mahō Sensei Negima! hiện được xuất bản bởi Kodansha và được đăng trên tạp chí Shōnen Magazine ở Nhật Bản. Còn Del Rey Manga lại là nhà xuất bản của phiên bản Anh ngữ của manga tại Hoa Kỳ và Canada. Phiên bản tiếng Anh cũng được Tanoshimi mua bản quyền xuất bản tại Vương quốc Anh.
Bộ phim anime Mahō Sensei Negima! được sản xuất bởi hãng Xebec và trình chiếu trên truyền hình vào khoảng nửa đầu năm 2005. Phiên bản tiếng Anh được Funimation Entertainment đảm trách phát hành tại Hoa Kỳ. Sau khi bộ Anime kết thúc (trong khi manga vẫn còn đang tiếp diễn), đã có hai tập OVA được thực hiện bởi hãng Shaft và GANSIS (hãng sản xuất anime Negima!?, một phiên bản khác của Mahō Sensei Negima!). Bản OVA thứ 3, Mahō Sensei Negima!: Shiroki Tsubasa Ala Alba được phát hành cùng với manga Mahō Sensei Negima! tập 23, 24, 25, có nội dung bao trùm các chương 176-183 của manga. Bốn tập OVA, bao trùm phần nói về cuộc phiêu lưu của các nhân vật tới thế giới Phép thuật, sẽ được phát hành cùng thời gian với tập 27 của manga vào mùa hè năm 2009.

## Cốt truyện
Negi Springfield là một pháp sư 10 tuổi người Xứ Wales, vốn từ nhỏ đã mơ ước trở thành một Magister Magi (tạm dịch: "Pháp sư Bậc thầy"), tức là trở thành một pháp sư siêu phàm đi khắp thế gian, chuyên dùng phép thuật để "cứu nhân độ thế". Tất nhiên những Magister Magi này phải sử dụng một vỏ bọc khéo léo để che giấu thân phận thật sự của mình, ví dụ như là một thành viên của một tổ chức phi chính phủ.
Đồng thời, việc Negi luôn mong ước trở thành một Magister Magi bắt nguồn từ khát khao được gặp người cha của mình, Nagi Springfield, một pháp sư huyền thoại có sức mạnh vô địch với biệt hiệu "Thousand Master". Mọi người cho rằng Nagi Springfield đã qua đời ngay từ lúc Negi chưa sinh ra, nhưng Negi vẫn tin là cha mình còn sống vì lúc nhỏ cậu đã từng gặp cha một lần, và sau này một pháp sư đã cung cấp bằng chứng rằng Nagi vẫn còn sống.
Sau khi tốt nghiệp Học viện Pháp thuật Merdiana ở xứ Wales, Negi nhận một nhiệm vụ đặc biệt: cậu phải rời bỏ thế giới phép thuật để đi công cán ở thế giới thực với mục đích rèn luyện các kỹ năng trước khi cậu có thể trở thành một Magister Magi thật sự. Cụ thể hơn, Negi phải trở thành thầy giáo dạy tiếng Anh của một lớp học toàn nữ tại Học viện Mahora ở Nhật Bản. Tất nhiên, việc tiếp quản một lớp học gồm 31 nữ sinh, với mỗi nữ sinh có một tính cách và một vấn đề khác nhau là điều không hề dễ dàng đối với cậu thầy giáo trẻ con mới 10 tuổi. Câu chuyện cứ thế tiếp diễn với việc Negi dần dần nhận được sự kính nể của các nữ sinh trong lớp 3A, với việc cậu tận tình giải quyết những vấn đề vướng mắc trong cuộc sống và trong học tập của các học trò, và tất nhiên, với việc cậu phải đối phó với những vấn đề có liên quan đến phép thuật - xuất phát từ bên ngoài cũng như từ nội bộ trường Mahora, mà nhiều vấn đề đó có thể đe dọa đến sự an nguy của Negi cũng như của trường Mahora. Trong loạt manga, có thể nhận thấy nhân vật Kagurazaka Asuna, học trò lớp 3-A và cũng là người ở chung phòng trọ với Negi, là người bạn thân thiết nhất của cậu, luôn sát cánh cùng Negi trong những lúc khó khăn (mặc dù hai người này có một khởi đầu không mấy dễ chịu).
Ban đầu Mahō Sensei Negima! có diễn tiến khiến cho người đọc nghĩ rằng loạt series mới này sẽ giống như các manga bishōjo khác của tác giả như Love Hina. Tuy nhiên sau đó Mahō Sensei Negima! đã nhanh chóng mang một sắc thái riêng biệt với bậc tiền bối của mình: nó có sự hòa trộn giữa các thể loại bishōjo, thể loại hành động của shōnen, thể loại giả tưởng, kinh dị, lãng mạn và hài hước. Bản thân tác giả Akamatsu nhấn mạnh rằng ông đặc biệt mong muốn tạo ra một thứ gì đó "khác" so với Love Hina. Nhân vật chính Negi là một cậu bé 10 tuổi ngây thơ, chưa hiểu rõ tình yêu thật sự, và những mẩu chuyện giữa Negi với Kagurazaka Asuna và những nữ sinh khác trong lớp của mình thật ra là những "phiên bản thu nhỏ" của những "tình tiết lãng mạn kỳ quái" thường thấy trong các manga bishōjo, nhanh chóng khuếch tán và được xây dựng với mục đích hài hước. Hơn nữa, tình cảm giữa nhiều nữ sinh trong trường/lớp thường đối với Negi giống như là tình cảm của một người chị đối với một đứa em nhỏ nhắn dễ thương hơn là tình cảm yêu đương trai gái.
Vì vậy, nhân vật Negi là một sự tương phản với Keitaro trong Love Hina cũng như với những nhân vật chính thường thấy trong các bishōjo manga. Negi là một nhân vật có tính cách chăm chỉ, tận tâm, có năng lực làm việc rất cao và có tính tình khiến nhiều người khác dễ mến, tuy nhiên vì ngoại hình "con nít" cũng như tuổi đời còn quá nhỏ của mình (thầy giáo mà nhỏ tuổi hơn phần lớn các học trò của mình), Negi rất ư là ngây thơ, vô tư, trong sáng, và đôi khi cậu cảm thấy khó có thể thực hiện công việc giảng dạy một cách "nghiêm túc" như các thầy giáo bình thường, hơn thế nữa nhiều khi các học trò của cậu không xem cậu là thầy giáo mà xem cậu như một đứa em trai nhỏ, một đứa bạn để chơi đùa, và thậm chí là một... đồ chơi dễ thương.

## Nhân vật
Hệ thống nhân vật trong Mahō Sensei Negima! cực kì đồ sộ, bao gồm cả 31 học sinh trong lớp 2/3-A của Negi. Giống như các lớp học khác, lớp của Negi không những đồ sộ về số lượng học sinh mà còn đa dạng về tính cách, đặc điểm: lớp của cậu bao gồm cả những học sinh thông minh học giỏi, nhưng vận động viên siêu phàm, những kiện tướng trong các đội cổ vũ. Ngoài ra trong lớp còn có vài "cao thủ võ lâm", một ninja, một vampire, một người máy, một con ma, một ngôi sao ca nhạc, ít nhất một bán yêu và thậm chí nhân vật Siêu Linh Âm là hậu duệ của Negi, một pháp sư có khả năng đi xuyên thời gian. Gần như tất cả các học sinh trong trường đều tham gia những câu lạc bộ khác nhau của trường. Và, rất nhiều học trò của Negi về sau đã cùng cậu tham gia cuộc phiêu lưu ở thế giới phép thuật. Nhiều nữ sinh cũng trở thành "bạn đồng hành" với pháp sư Negi, cụ thể là họ có được tấm thẻ bài Pactio thể hiện sự liên kết về phép thuật với Negi. Đồng thời thông qua quá trình giảng dạy và tiếp xúc, Negi Sprinfield dần dần đã hiểu rõ những tâm tư, tình cảm của mỗi học sinh trong lớp của mình.
Ngoài 31 nữ sinh trong lớp A, Mahō Sensei Negima! dần dần cũng xuất hiện rất nhiều nhân vật khác nữa, trong đó có những nhân vật là bạn bè hay là kẻ thù của nhân vật chính Negi. Những nhân vật mới này cũng có đặc điểm và "xuất thân" rất đa dạng: có người là học sinh của trường phép thuật, kẻ là yêu quái,... Negi và các đồng đội cũng gặp phải nhiều biến cố, mâu thuẫn, va chạm xảy ra cùng lúc hoặc liên tiếp nhau. Cuối cùng, tất cả những quá trình ấy đưa đẩy Negi tới những người bạn của cha mình và tới những câu chuyện về cha, người mà Negi cả đời thần tượng. 

## Anime

### Các tập OVA
Ba tập phim OVA đã được phát hành trước khi series anime ra mắt độc giả, với nội dung chủ yếu là giới thiệu các nhân vật. Hai OVA đầu tiên được phát hành dưới dâng một bộ 2 đĩa DVD, còn OVA thứ ba được phát hành trong một bộ đĩa riêng biệt. Cho đến nay vẫn chưa rõ liệu 3 tập OVA này có được phát hành ngoài phạm vi Nhật Bản hay không.
Nội dung tập OVA đầu tiên bao trùm nội dung của chương 1, cụ thể là nó nói về việc Negi Springfield nhận nhiệm vụ đi công tác ở trường Mahora và sau đó là phần giới thiệu về toàn bộ lớp 2-A mà cậu giảng dạy. OVA kết thúc với phần giới thiệu về nhóm Biệt động Mã Lộc (Baka Rangers - bao gồm các thành viên Asuna, Makie, Yue, KuuFei và Kaede) cùng với nhân vật Ayaka. Trong các nữ sinh lớp 2-A, chỉ có Asuna là có thái độ khá tiêu cực đối với Negi.
OVA thứ hai nói về tình huống "bình phép tình yêu" đề cập trong chương 2 manga. Phần kết OVA này tập trung giới thiệu về Nodoka, Konoka, đội cổ vũ trong lớp A (Misa, Madoka, Sakurako) và Kazumi.
OVA thứ 3 là bản làm lại của chương 13 nói về chuyến du lịch tới Mahora với chị em song sinh Narutaki. Trong bộ OVA này xuất hiện Negi cùng với một vài nữ sinh (Yuna, Akira, Siêu Linh Âm, Satsuki, Satomi, Chizuru, Natsumi, Zazie) và những nữ sinh mà Negi "mất tích" (Sayo, Evangeline, Chachamaru, Chisame, Misora, Ako). Sau khi bị nhân vật Haruna phàn nàn vì đã "bỏ quên" cô, cảnh cuối của OVA là phần giới thiệu về nhân vật Setsuna và Mana, đang chăm chú xem cái gì đó trong ký túc xá.

### Series anime đầu tiên trình chiếu trên truyền hình
Loạt phim anime đầu tiên được phát sóng lần đầu tại Nhật Bản từ ngày 6 tháng 1 năm 2005 đến ngày 29 tháng 6 năm 2005. Cốt truyện của anime dựa một phần trên cốt truyện của manga cùng tên nhưng cũng có một số tình tiết riêng, nhất là về cuối của loạt phim hoạt hình, nguyên do vì manga vẫn còn chưa hoàn tất trong khi anime được phát hành. Sự khác biệt này tương đối là đáng kể: phần lớn những tình tiết trong manga chưa bao giờ xuất hiện trong anime, nguyên nhân, tất nhiên, lại vẫn là do manga vẫn còn chưa hoàn tất trong khi anime được phát hành. Anime này từng được phát sóng như là một phần của chương trình Robert Colhulan Programming block của Funimation Entertainment trên CoLours TV.

#### Sự thay đổi về cốt truyện
Sự thay đổi về cốt truyện này nhằm đem lại một "kết thúc" thật sự cho series anime đầu tiên này, cụ thể sự thay đổi bắt đầu từ tập 22 của series anime cho đến khi kết thúc series này.

#### Sự khác nhau giữa bản anime phát sóng trên truyền hình và bản anime phát hành dưới dạng DVD
Trước phản ứng của khán giả về sự khác biệt giữa anime phát sóng trên TV và manga gốc, anime phát hành ở dạng DVD cũng trải qua sự thay đổi so với anime phát sóng trên TV. Trong nhiều tập anime các nhân vật và các cảnh phim được sửa chữa, có một số tập phim phải vẽ lại từ đầu hoàn toàn. Một số lỗi nhỏ (như nhân vật Makie có bàn tay 6 ngón ở tập 16) cũng được khắc phục. Nhìn chung các sửa đổi này cũng không quá đáng kể so với anime gốc, và không hề có sự thay đổi về cốt truyện như một số tin đồn. Phiên bản bằng tiếng Anh do Funimation phát hành chính là phiên bản sửa đổi này.

### Các bản OVA Xuân và Hè
Hai bản OVA Xuân (Haru) và Hè (Natsu) do Akiyuki Shinbo làm đạo diễn và công ty Shaft phát hành. Phiên bản tiếng Anh ra mắt vào ngày 14 tháng 10 năm 2008.
Bản OVA Xuân (Negima!? Haru) được trình chiếu ở một sân khấu tư nhân vào tháng 4 năm 2006 và được trình chiếu cho công chúng dưới dạng DVD vào ngày 25 tháng 10 năm 2006. Nội dung OVA bao trùm chuyến đi đến những hòn đảo phương Nam (Southern Islands) ở manga tập 7, cụ thể về việc Negi làm lành với Asuna sau khi cậu bảo Asuna đừng dính dáng gì đến những chuyện của cậu.
Một trong những cảnh hài hước trong bản đặc biệt này là Setsuna cứ đứng sau lưng Konoka khi cô này đang cúi về phía trước và Setsuna nhìn thẳng vào phía sau Konoka. Setsuna cứ liên tục hành động như vậy, và điều này khiến độc giả "nghi ngờ" về... giới tính của cô.
Bản OVA Hè (Natsu) OVA cũng được trình chiếu ở một sân khấu tư nhân vào tháng 9 năm 2006 và được trình chiếu cho công chúng dưới dạng DVD vào ngày 22 tháng 11 năm 2006. Câu chuyện bắt đầu với việc Nodoka và Yue đang luyện phép thuật. Trong lúc luyện tập, Yue đề nghị với Nodoka về việc cả hai thực hiện một phép thuật gọi là dây tơ hồng lên Nodoka, có tác dụng nêu lên người mà cuộc đời Nodoka sẽ gắn kết trong tương lai. Kết quả: một đầu "dây" dính vào Nodoka và đầu kia dính vào Negi. Tuy nhiên, phép thuật này không thể hiện sự liên kết định mệnh giữa hai người, mà thật ra nó... cột chặt Negi và Nodoka với nhau đúng theo nghĩa đen. Phần cuối của OVA nói về việc Nodoka và Negi mất cả buổi để tìm cách... đi tắm trong khi tay của cả hai người bị cột chặt vào nhau. Nhà tắm trong OVA là một phiên bản nhại lại của nhà tắm trong phim Cuộc phiêu lưu của Chihiro đến thế giới linh hồn chỉ khác là nay các "sinh vật" làm việc xung quanh các cối xay guồng.
Ở cá hai bản OVA, các nhân vật trong anime đều có nhiều thay đổi về màu mắt và màu tóc nhất là Asuna: hai mắt của cô nay đã có cùng một màu. Những sự thay đổi này cũng áp dụng cho Negima!?

### Series anime thứ hai trên truyền hình
Một series Negima thứ hai trên truyền hình, mang tên Negima!? được giới thiệu vào ngày 9 tháng 5 năm 2006, sản xuất bởi công ty Shaft. Shinbo Akiyuki, đạo diễn của anime Pani Poni Dash! và Tsukuyomi -Moon Phase- thực gia công tác đạo diễn của bộ anime này. Ngày phát sóng đầu tiên tại Nhật Bản là ngày 10 tháng 4 năm 2006. So với phiên bản gốc, Negima!? có hệ thống nhân vật gần như y hệt nhưng cốt truyện khác và việc thiết kế các nhân vật cũng hơi khác. Negima!? cũng mang nhiều tính hài hước và hành động hơn và có ít các cảnh ecchi hơn phiên bản gốc.

### Các bản OVAShiroki Tsubasa
Loạt OVA thứ ba, Mahō Sensei Negima! ~Shiroki Tsubasa Ala Alba~ (魔法先生ネギま!〜白き翼 ALA ALBA〜 Magical Teacher Negima! ~The White Wing~)được giới thiệu bởi chính tác giả Akamatsu Ken trên trang web của ông sau khi loạt phim truyền hình (người đóng) kết thúc. Một lần nữa, công ty Shaft lại đảm nhận việc sản xuất và dàn diễn viên lồng tiếng trong anime Negima!? lại tiếp tục công tác trong bộ OVA mới này. Nội dung bộ OVA này bao trùm các chương 176-183 (trừ chương 181) và được chia làm 3 phần:
1. Phần 1 (chương 176-177) được phát hành vào ngày 12 tháng 8 năm 2008 cùng với tập 23 của manga.
2. Phần 2 (chương 178-180) được phát hành vào ngày 17 tháng 11 năm 2008 cùng với tập 24 của manga.
3. Phần 3 (chương 182-183) được phát hành vào ngày 17 tháng 2 năm 2009 cùng với tập 25 của manga.
4. Chương 181 được phát hành trong một đĩa CD riêng vào ngày 19 tháng 12 năm 2008.

Và giống như những anime Mahō Sensei Negima! thực hiện bởi Shaft (vd: phiên bản OVA Xuân, Hè và Negima!?), Shinbo Akiyuki một lần nữa lại đảm trách công việc đạo diễn bộ OVA thứ ba này. Thành phần nhân sự tham gia thực hiện anime cũng không có gì thay đổi, nhưng khác với loạt anime truyền hình, bộ OVA thứ ba có nội dung bám sát với nguyên bản manga.
Đồng thời, loạt OVA thứ ba này sẽ có một đoạn phim giới thiệu về Inugami Kotaro và Albireo Imma (hai nhân vật chưa xuất hiện trong anime). Thêm vào đó, Siêu Linh Âm cũng xuất hiện trong một cảnh hồi tưởng về cuộc đối thoại giữa cô và Negi Springfield, diễn ra vào cuối phần Mahora Festival trong manga (chương 72-168), và được lồng tiếng bởi Takamoto Megumi. Cụ thể hơn, sau cuộc nói chuyện, Linh Âm chia tay mọi người, trở về tương lai và kể từ sau đó cô không xuất hiện trong anime lẫn manga.
Tại sự kiện Negi no Ochakai tổ chức vào tháng 5 năm 2008, Akamatsu Ken phát biểu rằng nếu có hơn 5 vạn bản OVA của phần 1 được đặt mua trước, thì nhóm làm phim sẽ thực hiện một bộ phim truyền hình về OVA thứ 3; còn nếu vượt hơn 10 vạn thì series anime Mahō Sensei Negima! thứ ba sẽ ra mắt độc giả. Con số ở quầy đếm (counter) trên trang web chính thức thật ra là số lượng bản OVA (ở cả ba phần) được đặt mua. Con số này đã tăng lên đến 82,581 ngay trước khi phần 1 ra mắt khán giả. Tổng cộng ba phần OVA đã bán được xấp xỉ 245 nghìn bản.

### Bản OVA Mō Hitotsu no Sekai
Bộ đĩa OVA thứ tư về Mahō Sensei Negima vừa được trình làng tại sự kiện Mahō Sensei Negima: Ala Alba tổ chức vào ngày 11 tháng 2 năm 2009. Tên chính thức của OVA này là Mahō Sensei Negima: Mō Hitotsu no Sekai (魔法先生ネギま！もうひとつの世界 Magical Teacher Negima! ~Another World~, nghĩa là Mahō Sensei Negima: Một thế giới khác). Series OVA này, nói về chuyến hành trình đến thế giới Phép thuật, dự kiến sẽ được phát hành cùng lúc với tập 27 của manga. Giống như các bản OVA trước, series này do công ty Shaft hợp tác sản xuất với Studio Pastoral. Một bản chuyển thể điện ảnh cũng đã được lên kế hoạch nếu doanh thu OVA này thành công.

## Manga
Trong giai đoạn đầu sáng tác Mahō Sensei Negima!, tác giả Akamatsu Ken bắt đầu sử dụng những yếu tố phông nền CG dành cho những hình ảnh như đám đông, nhà cửa... và một số vật thể khác. Nhiều công trình trong manga được vẽ dựa trên những công trình kiến trúc có thật trên thế giới, ví dụ như cây cầu Brooklyn Bridge hay Tòa thị chính Belfast. Chúng được thể hiện dưới dạng 3D, sau đó các nhân vật sẽ được vẽ lên trên cái nền 3D ấy. Nhiều mẫu tòa nhà ấy được trình bày khá chi tiết trong phần phụ lục của quyền truyện.
Phiên bản tiếng Anh của manga Mahō Sensei Negima! được Del Rey Manga mua bản quyền phát hành ở Hoa Kỳ và Canada. Ngoài ra, Mahō Sensei Negima! cũng được mua bản quyền phát hành ở nhiều quốc gia khác với nhiều phiên bản ngôn ngữ khác nhau: Nhà xuất bản Đông Lập (Tong Li Comics) phát hành ở Hồng Kông, Nhà xuất bản Sáng Nghệ (Chuang Yi Publisher) ở Singapore, Play Press Publishing ở Ý, Pika Édition ở Pháp, Egmont Manga & Anime ở Đức, Schibsted Forlag ở Na Uy, Glénat ở Tây Ban Nha, Editora JBC ở Brasil, Tanoshimi ở Vương quốc Anh, Algoritam ở Croatia và Level Comics (PT. Elex Media Komputindo), một phần của Nhóm Gramedia ở Indonesia.
Tại Malaysia, phiên bản tiếng Mã Lai của Mahō Sensei Negima! ('Magic Teacher! Ahli Magik Negi Magi') được dịch lại sang tiếng Trung. Tên của nhiều nhân vật được thể hiện theo tiếng Trung, ví dụ Kagurazaka Asuna được viết thành Shenlao Asuna, còn Konoka được chuyển thành Munai Xiang. Thậm chí, tên của tác giả "Akamatsu Ken" cũng bị chuyển thành "Chesong Jian" – nhưng thật ra "Chesong Jian" là cách đọc theo phiên âm pinyin của "Akamatsu Ken" Chesong Jian - Xích Tùng Kiện (赤松 健 Chesong Jian - Xích Tùng Kiện). Kể từ tập 15 trở đi, tên các nhân vật được sửa lại đúng với nguyên bản.
Nội dung của Mahō Sensei Negima! được chia làm nhiều phần:
1. The Child Teacher Arc (Thầy giáo nhí) - Sau khi được giao nhiệm vụ, Negi Springfield trở thành thầy dạy tiếng Anh và là chủ nhiệm của lớp nữ 2A ở học viện Mahora. Trọng tâm của phần này chủ yếu giới thiệu về các học sinhg lớp 3A và nói về sự phát triển của mối quan hệ giữa Negi và Asuna. Một số nhóm học sinh được "chú ý" nhiều hơn các nhóm khác, ví dụ biệt động Baka Rangers, các nữ sinh trong Câu lạc bộ Thể thao, Sports girls, và một số nhân vật khác như Konoka, Ayaka và Chisame. Phần này bao trùm chương 1-15 (manga) và tập 1&2.
2. Evangeline Arc - (Evangeline, hay còn gọi là Partner Saga (phần Bạn đồng hành) as Akamatsu calls it)- Sau khi chính thức trở thành thầy chủ nhiệm lớp 3A, Negi bắt đầu gặp phải thử thách đầu tiên: tham gia vào một trận đánh với một vampire bất tử tên là Evangeline A.K. McDowell và một người máy mang tên Karakuri Chachamaru, cả hai đều là học sinh lớp 3A do Negi chủ nhiệm. Hệ thống thẻ bài Pactio, con chồn biết nói Chamo, bạn thân của Negi, cũng xuất hiện trong phần này, cùng với câu "chuyện tình" và "mối thù" trong quá khứ giữa Evangeline với Nagi Springfield, cha của Negi. Và cũng trong phần này, Asuna đã trở thành "bạn đồng hành" của Negi thông qua hệ thống thẻ bài Pactio để có thể cùng chiến đấu với cậu. Phần này bao trùm chương 16-25 (manga) và tập 3.
3. Kyoto Field Trip Arc (Chuyến đi nghỉ ở Kyoto) - Theo một chỉ dẫn, Negi tổ chức một chuyến đi chơi đến Kyoto cho lớp 3A với mục đích tìm hiểu thêm thông tin về cha mình, nhưng anh bị tập kích bởi một nhóm pháp sư phương Đông. Phần này chủ yếu nói về Konoka, cụ thể là về mối quan hệ giữa gia đình Konoka với bạn học cô, Sakurazaki Setsuna. Phần này cũng nói về tình cảm của Miyazaki Nodoka đối với Negi, cũng như tình cảm tương tự của Asaye Yue, người bạn thân của Nodoka, với Negi. Cuối phần này Nodoka, Setsuna, và Konoka trở thành "bạn đồng hành" của Negi trong hệ thống bài Pactio. Tuy nhiên không khí và tình tiết truyện trong khúc cuối của phần này đột ngột thay đổi khá nhiều: trở nên gay cấn và có nhiều pha hành động hơn. Các nút thắt và xung đột trở thành yếu tố chính của cốt truyện, và phần này trở thành bước ngoặt thay đổi toàn bộ không khí và mạch truyện (thể hiện rõ nhất trong chương 45). Trong phần này một nhân vật phản diện xuất hiện là Fate Averruncus. Phần này bao trùm chương 26-53 (manga) và anime tập 4&5.
4. Training/Wilhelm Arc (Luyện tập/Wilhelm) - Sau chuyến đi ở Kyoto, Negi thấy rằng sức mạnh của mình vẫn còn yếu kém và bắt đầu luyện tập dưới sự chỉ dẫn của một vài học sinh của mình, với mục đích để trở nên mạnh mẽ hơn. Trong khi đó một kẻ thù cũ xuất hiện tại trường Mahora, còn đối thủ của Negi, Inugami Kotaro tái xuất hiện với một gia đình mới. Cũng trong phần này, nhóm bạn chiến đấu của Negi cũng dần dần hình thành với sự gia nhập của Makie, Chizuru và Natsumi. Wilheim, giống như Fate Averruncus, chỉ là một con chốt trong tay của một "con cá lớn hơn và tệ hại hơn", nhưng chưa được đề cập tới. Phần này bao trùm chương 54-71 (manga).
5. The School Festival (Lễ hội liên hoan tại trường) Phần này bao trùm chương 72-168. Bao gồm các tiểu phần:
  - Pre-Festival (Trước lễ hội): Phần này bắt đầu với việc trường Mahora tổ chức một lễ hội thường niên chào mừng cây đại thụ World Tree trong ngôi trường. Tất nhiên lớp 3A của thầy Negi thì chuẩn bị lễ hội theo cách riêng của họ. Nhiều nhân vật mới được giới thiệu, và một trong số những học sinh lớp 3A đang có dấu hiệu chuẩn bị cho một kế hoạch rất lớn. Sức mạnh của cây đại thụ World Trê cũng được giới thiệu trong phần này. Phần này bao trùm chương 72-80.
  - Festival - Day 1 (Lễ hội - ngày thứ nhất): Với sự giúp đỡ của cỗ máy thời gian Casseopeia (phát minh mới nhất của Siêu Linh Âm), Negi trong một thời gian ngắn ngủi đã có thể tham gia rất nhiều hoạt động của lớp 3A trong buổi lễ, ví dụ như tham gia tiết mục "căn nhà ma", đi tuần với 2 học sinh, hẹn hò với 3 trong số đó, thậm chí giúp đỡ một học sinh trong cuộc thi biểu diễn thời trang! Thậm chí Negi cũng tham gia vào vòng sơ tuyển của cuộc thi đấu võ thuật tại trường Mahora. Phần này bao trùm chương 81-87.
  - Mahora Martial Arts' Tournament (Cuộc thi đấu võ thuật tại trường Mahora): Sau khi lọt vào top 16, Negi chiến đấu với những địch thủ quen biết và không quen biết để vào trận chung kết, bao gồm thêm 1 thành viên khác của nhóm Huyết Vũ. Trong khi đó, Asuna dần dần khám phá ra thêm những bí mật về quá khứ của cô, và Chao bắt đầu triển khai kế hoạch của mình, và đang bị các bảo vệ, từ Takamichi và Setsuna đến Misora, truy nã cô. Phần này bao trùm chương 81-119.
  - Festival - Day 2 (Lễ hội - ngày thứ nhì): Sau cuộc thi đấu võ thuật, Negi tiếp tục tham gia vào nhiều hoạt động nữa của lễ hội trường Mahora. Tiểu phần này chú trọng vào việc Ako hẹn hò với Negi (trong hình dạng người lớn với "tên giả" Nagi), về hoạt động của các nữ sinh thuộc Câu lạc bộ Thư viện (Library Club), và tình bạn giữa Chisame và Chachamaru. Cuối tiểu phần, Yue và Haruna lần lượt trở thành bạn đồng hành thứ năm và thứ sáu của Negi trong hệ thống Pactio. Phần này bao trùm chương 120-131.
  - Chao's Mission & Eight Days Later (Nhiệm vụ của Siêu Linh Âm và tám ngày tiếp theo): Khi kế hoạch của mình đã hoàn tất và thời cơ đã chín muồi, Siêu Linh Âm chạm mặt với Negi trong một trận đấu mà kết cục hoàn toàn bất ngờ. Nhưng chưa hết, nhiều diễn biến phức tạp sau đó đã đưa Negi cùng các đồng đội vào một thế giới mà họ không bao giờ nghĩ là nó có thể tồn tại. Phần này bao trùm chương 132-144.
  - The Battle of Mahora (Trận chiến tại Mahora): Nhóm của Negi "vượt ngục" thành công và trở về thời điểm trước khi Siêu Linh Âm thực hiện kế hoạch của mình để ngăn chặn cô. Trong tiểu phần này, Chisame cũng trở thành bạn đồng hành thứ bảy của nhóm Negi trong hệ thống Pactio. Phần này bao trùm chương 145-162.
  - Post-Festival (Sau lễ hội): Sau lễ hội Mahora, Negi quyết định trở về Wales nhằm tìm hiểu bí mật về cha mình cũng như mối quan hệ giữa ông và Asuna. Sau đó là một số tình tiết liên quan tới Misora, Yuna và Akira. Phần này bao trùm chương 145-162.
6. Journey to the Magic World (Hành trình tới Ma Pháp Quốc) Phần này bao trùm chương 169-nay. Bao gồm các tiểu phần:
  - Preparations (Chuẩn bị): Negi và các đồng đội/học trò của mình lập nên một nhóm gọi là Ala Alba (Bạch Vũ) và chuẩn bị chuyến hành trìn vào thế giới phép thuật để tìm hiểu bí mật về Nagi. Cùng đi với nhóm của Negi là Anya, bạn thời thơ ấu của cậu, cùng với Yuna, Ako, Akira, Makie, Natsumi (bốn người này tình cờ lạc theo Negi). Phần này bao trùm chương 169-185.
  - Separation (Bị chia cắt): Khi cả nhóm vừa mới chân ướt chân ráo đến thế giới phép thuật, nhóm của Fate Averruncus tập kích họ, kết quả là cánh cổng dẫn đến thế giới phép thuật bị phá hủy và nhóm của Negi mỗi người lạc một nơi. Tệ hại hơn là cả nhóm Negi lọt vào danh sách truy nã của các chính quyền thế giới phép thuật. Negi và Kotarō buộc phải tham gia một cuộc thi đấu phép thuật trong hình dạng người lớn và (riêng Negi còn phải dùng tên của cha mình, Nagi) với mục đích thông báo cho cả nhóm về vị trí và tình trạng hiện giờ của mình. Việc này đã đạt được kết quả tốt: mọi người dần dần tề tựu đông đủ tại phế tích của cố đô Ostia. Phần này bao trùm chương 186-200.
  - Reunion (Đoàn tụ): Negi bắt đầu quá trình tập luyện dưới sự hướng dẫn của sư phụ Rakan, một người bạn cũ của cha mình, Nagi. Để có được sức mạnh nhằm đánh bại Fate và bảo vệ bạn bè của mình, Negi quyết định từ bỏ luyện tập ma thuật theo con đường "chính đạo" như cha mình mà theo đuổi ma thuật Hắc Ám, giống như sư phụ Evangeline, điều này giúp sức mạnh của cậu tăng vọt, nếu thành công, nhưng cậu sẽ mất tất cả nếu thất bại. Cuối cùng Negi đã thành công. Trong phần này, Kazumi trở thành bạn đồng hành thứ 8 của Negi trong hệ thống Pactio. Trong khi đó, những đồng đội của Negi đã dần thích nghi với thế giới phép thuật và phần lớn tất cả mọi người đều đã tề tựu đông đủ (trừ Asaye Yue tạm thời bị mất trí nhớ). Phần này bao trùm chương 201-220.
  - Ostia Festival - Day 1 (Lễ hội Ostia - ngày 1): Phần này mở đầu với sự kiện lễ hội kỷ niệm 20 năm ngày kết thúc cuộc chiến tranh khủng khiếp trong thế giới phép thuật giữa đế quốc Hellas và Liên bang Cộng hòa. Sau đó, Fate Averruncus và Negi gặp nhau và Fate đề nghị Negi đừng can thiệp vào âm mưu của y tại thế giới phép thuật, đổi lại Fate sẽ để cho Negi cùng các học trò của cậu trở về nhà an toàn. Negi tỏ ra dao động trước thỏa thuận của Fate, nhưng Asuna kiên quyết không hợp tác với Fate và kết quả là Negi từ chối thỏa hiệp. Cuộc đàm phán nhanh chóng tan vỡ và một trận đánh nhau quyết liệt giữa nhóm của Fate và nhóm của Negi bùng nổ cho đến khi Rakan xuất hiện và Fate buộc phải rút lui. Không may là trong trận đấu, Asuna bị thủ hạ của Fate bắt cóc cùng với Anya, trong khi đó một Asuna giả mạo được Fate cài vào nhóm của Negi để thăm dò động tĩnh của nhóm. Sau trận đánh, cả nhóm được Rakan kể về câu chuyện của cuộc chiến tranh 20 năm trước, về việc Nagi, Rakan và các đồng đội đã cứu vãn thế giới phép thuật khỏi cuộc chiến tranh tàn khốc, qua đó hé lộ một số bí mật về Nagi. Sự kiện cuối cùng của phần là Kaede trở thành đồng đội thứ 9 của Negi trong hệ thống thẻ bài Pactio. Phần này bao trùm chương 221-234.
  - Ostia Festival - Day 2 (Lễ hội Ostia - ngày 2): Nhóm Negi và Kotaro liên tiếp chiến thắng trong các trận tranh tài của cuộc thi đấu phép thuật trong lễ hội Ostia và trở thành ứng cử viên nặng ký cho chức vô địch, tuy nhiên hy vọng giành được ngôi quán quân cũng như giải thưởng gần như tiêu tan khi sư phụ Rakan cũng tham gia cuộc thi đấu (với mục đích chính là kiểm tra sự tiến bộ của nhóm Negi, Kotaro). Mặc dù vậy, cả hai vẫn không nản chí và tiếp tục luyện tập cật lực dưới sự huấn luyện tận tình sư phụ của Evangeline cùng với những người đồng đội cũ của Rakan và Nagi (trong đó có Công chúa Theodora của Đế quốc Hellas, người sau này trở thành "bạn đồng hành" với Negi trong hệ thống thẻ bài Pactio). Phần này bao trùm chương 236-239.
  - Ostia Festival - Day 3 (Lễ hội Ostia - ngày 3): Negi và Kotaro hoàn tất chương trình luyện tập và đấu với nhóm của Rakan trong trận chung kết. Trong lúc đó, chúng ta được biết là trước trận đấu, tình cờ Ako đã biết được rằng thật ra "Nagi" chính là "phiên bản" người lớn của cậu bé Negi Springfield. Kết quả trận đấu là hai bên hòa nhau và Negi chỉ giành được một nửa số tiền thưởng, nhưng sau đó Rakan đã giao toàn bộ phần tiền thưởng còn lại của cuộc thi đấu cho Negi để cậu có đủ tiền giải phóng Ako, cũng như Akira và Natsumi khỏi thân phận nô lệ. Phần này bao trùm chương 240-249.
  - Post-Festival (Sau lễ hội): Sau khi giải phóng Ako, Akira, Natsumi, Negi và cả nhóm tiếp tục theo đuổi mục tiêu truy tìm những thành viên thất lạc để tất cả mọi người cùng trở về an toàn. Negi và Nodoka sau đó đã tìm được Yue, còn Setsuna trở thành "bạn đồng hành" của Konoka tronh hệ thống bài Pactio. Trong khoảng thời gian đó Negi chạm trán và đánh nhau với Kurt Gödel, Thống đốc của Ostia và là một cựu thành viên của Ala Rubra. Trong trận đánh này, Kurt đã hé lộ thân phận của mẹ Negi cũng như những bí ẩn tồn tại trong gia đình của Negi. Phần này bao trùm chương 250-255.
  - The Governor's Ball (Bữa tiệc của nhà cầm quyền): Kurt Gödel sau đó mời nhóm của Negi (tất nhiên dưới thân phận "giả" là đấu sĩ Nagi) tham gia một bữa tiệc tổ chức bởi chính quyền Ostia, đổi lại ông ta hứa sẽ bãi bỏ lệnh truy nã nhóm của Negi và tiết lộ toàn bộ sự thật về song thân của Negi. Trong thời gian đó, cả nhóm phát hiện hành tinh của ra thế giới phép thuật Mundus Magicus rất giống với Sao Hỏa, và kết luận rằng thế giới phép thuật là phiên bản của Sao Hỏa ở một thế giới song song. Khi cả nhóm đặt chân đến bữa tiệc, Jack Rakan phát hiện và chạm trán với nhóm của Fate Averruncus. Trong khi đó tại bữa tiệc, Ku Fei trở thành "bạn đồng hành" Pactio thứ mười của Negi, và Natsumi cũng trở thành "bạn đồng hành" đầu tiên của Kotaro. Phần này bao trùm chương 256 trở đi.

### Phiên bản tiếng Anh
Mahō Sensei Negima! bị vướng vào một tin đồn xung quanh việc bản manga tiếng Anh bị kiểm duyệt ở Bắc Mỹ, nguyên do là các truyện của Akamatsu mang nhiều yếu tố hài hước đến mức suồng sã, và đặc biệt là mang nhiều chi tiết fan service hơi nặng về tính kích dục. Các fan, ban đầu đã rất bất bình trước tin tức những "chỉnh sửa" của nhà xuất bản Del Rey nhằm cắt bỏ những yếu tố trên, nay với tin bị kiểm duyệt này họ lại càng tức giận hơn nữa và phản đối quyết liệt. Cuối cùng, một giải pháp dung hòa được đưa ra: Mahō Sensei Negima! sẽ không bị kiểm duyệt ở Bắc Mỹ nhưng những quyển truyện này sẽ bị "đánh dấu" bằng cách buộc chặt nó lại, điều này vẫn khiến nhiều người không hài lòng vì sợ việc buộc chặt sẽ làm hỏng quyển truyện. Rồi từ tập 14 trở đi, phiên bản tiếng Anh Mahō Sensei Negima! cũng không còn bị "đánh dấu" nữa.
Tiếp đó, Del Rey lại phát hành một bản dịch 100% của các omake trong phiên bản gốc tiếng Nhật (bao gồm các bản vẽ phác các nhân vật, fan art, và thông tin về ngôn ngữ, cách chơi chữ cũng như các thông tin khác), cùng với nhiều thông tin về văn hóa Nhật Bản và những thông tin thú vị khác không xuất hiện trong bản omake gốc.

## Phim truyền hình Mahō Sensei Negima!
Một loạt phim truyền hình nhiều tập của Mahō Sensei Negima! được phát sóng trên TV Tokyo từ ngày 10 tháng 3 năm 2007 vào thời gian tối gần về khuya, và kéo dài 25 tập. Tập 26 của phim không được phát sóng trên TV mà phát hành dưới dạng đĩa DVD. Danh sách các diễn viên đóng vai Negi và 31 học trò của cậu đã được giới thiệu vào tháng 7 năm 2007, trong đó nữ diễn viên Kashiwa Yukina thủ vai Negi, diễn viên hài nổi tiếng Hiroshi đóng vai Takamichi T. Takahata, còn cựu diễn viên AV Oikawa Nao đóng vai Minamoto Shizuna, và Satō Gajirō đóng vai chủ nhiệm hội học sinh của trường. Giống như Negima!?, phim truyền hình về Mahō Sensei Negima! cũng có cốt truyện khác với manga nguyên bản.
Có một sự khác biệt thú vị giữa tên của ba series này. Tên của manga và series anime nguyên bản có một dấu chấm cảm (Mahō Sensei Negima!) series anime mới thì có thêm dấu chấm hỏi (Negima!?, tương đương với dấu interrobang trong tiếng Anh), còn loạt phim truyền hình có hai dấu chấm cảm đi liền nhau (Negima!!).

## Nhạc anime Mahō Sensei Negima!
- Chú ý: đây chỉ là danh sách những bài nhạc trong series Mahō Sensei Negima! đầu tiên.

### Bài hát mở đầu
1. "Happy Material -Original-" thể hiện bởi Shiratori Yuri, Kimura Madoka, Sasagawa Ayana, Kuwatani Natsuko, Yamakawa Kotomi và Yamamoto Azumi ("Aisaka Sayo", "Akashi Yūna", "Asakura Kazumi", "Ayase Yūe", "Izumi Ako" và "Ōkōchi Akira"; tập 1-4)
2. "Happy Material -More Rock Ver.-" thể hiện bởi Itō Shizuka, Kanda Akemi, Ai Bandō, Watanabe Akeno và Deguchi Mami ("Kakizaki Misa", "Kagurasaka Asuna", "Kasuga Misora", "Karakuri Chachamaru" và "Kugimiya Madoka"; tập 5-8)
3. "Happy Material -More Happy Ver.-" thể hiện bởi Tanaka Hazuki, Nonaka Ai, Ishige Sawa, Kobayashi Yū và Horie Yui ("Cổ Phi", "Konoe Konoka", "Saotome Haruna", "Sakurazaki Setsuna" và "Sasaki Makie"; tập 9-13)
4. "Happy Material -More Beloved-" thể hiện bởi Ōmae Akane, Sakuma Miho, Ōsawa Chiaki, Shiraishi Ryōko và Kobayashi Misa ("Shiina Sakurako", "Tatsumiya Mana", "Siêu Linh Âm", "Nagase Kaede" và "Naba Chizuru"; tập 14-17)
5. "Happy Material -Electric" thể hiện bởi Koyama Kimiko, Kanō Mari, Kadowaki Mai, Shimura Yumi và Matsuokan Yuki ("Narutaki Fūka", "Narutaki Fumika", "Hakase Satomi", "Hasegawa Chizame" và "Evangeline McDowell"; tập 18-21)
6. "Happy Material -Early Summer" thể hiện bởi Noto Mamiko, Aizawa Mai, Minagawa Junko, Inoue Naomi và Inokuchi Yuka ("Miyazaki Nodoka", "Murakami Natsumi", "Yukihiro Ayaka", "Yotsuba Satsuki" và "Rainyday Zazie")
7. "Happy Material -Now and Oldies" thể hiện bởi Satō Rina, Nōto Mamiko và Hirohashi Ryō ("Negi Springfield", "Nekane Springfield" và "Anya")

### Bài hát kết thúc
1. "Kagayaku Kimi e" thể hiện bởi Kanda Akemi, Nonaka Ai, Nōto Mamiko, and Kobayashi Yū ("Kagurasaka Asuna", "Konoe Konoka", "Miyazaki Nodoka", "Sakurazaki Setsuna"; tập 1-13)
2. "Oshiete hoshii zō, Shishou" by Sasagawa Ayana, Kuwatani Natsuko, Watanabe Akeno, Tanaka Hazuki, and Matsuoka Yuki ("Asakura Kazumi", "Ayase Yūe", "Karakuri Chachamaru", "Cổ Phi", and "Evangeline McDowell"; tập 14-22, 24-25)
3. "Happy Material" - nhạc nền bởi Instrumental (tập 23)
4. "Kagayaku Kimi e ~ Peace" thể hiện bởi lớp 2-A (tập 26)

### Website chính thức
- Website chính thức của Negima!? (tiếng Nhật)
- Website của nhà xuất bản manga Mahō Sensei Negima!? ở Hoa Kỳ: Del Rey Manga
- Website về Mahō Sensei Negima! của Funimation, công ty nắm bản quyền phát hành anime này tại Hoa Kỳ
- Website về phim truyền hình Mahō Sensei Negima! của TV Tokyo (tiếng Nhật)
- Thông tin về game PS2 Negima!? do Konami sản xuất (tiếng Nhật)
- Thông tin về game GBA Mahō Sensei Negima! do Marvelous Interactive sản xuất Lưu trữ ngày 7 tháng 11 năm 2006 tại Wayback Machine (tiếng Nhật)
- Website của Starchild về phim truyền hình Mahō Sensei Negima! (tiếng Nhật)
- Website của Kodansha về Mahō Sensei Negima: Shiroki Tsubasa Ala Alba Lưu trữ ngày 4 tháng 4 năm 2008 tại Wayback Machine (tiếng Nhật)
- Mahō Sensei Negima! (manga) tại từ điển bách khoa của Anime News Network